# Деолін Мекоа
Деолін Мекоа (англ. Deolin Mekoa, нар. 10 серпня 1993) — південноафриканський футболіст, захисник клубу «Маріцбург Юнайтед».
Виступав, зокрема, за олімпійську збірну ПАР.

## Клубна кар'єра
У дорослому футболі дебютував 2014 року виступами за команду клубу «Маріцбург Юнайтед». Відтоді встиг відіграти за команду 65 матчів в національному чемпіонаті.

## Виступи за збірні
2016 року залучався до лав олімпійської збірної ПАР. У складі збірної провів три матчі. У складі збірної — учасник футбольного турніру на Олімпійських іграх 2016 року у Ріо-де-Жанейро.
2016 року дебютував в офіційних матчах у складі національної збірної ПАР. Наразі провів у формі головної команди країни 4 матчі.